# Jorge Enrique Adoum
Jorge Enrique Adoum Auad (Ambato, 29 de junio de 1926-Quito, 3 de julio de 2009) fue un escritor, político, ensayista y diplomático ecuatoriano. Hijo del también escritor de temas ocultistas y esotéricos Jorge Elías Francisco Adoum , nacido en Líbano y emigrado a América Latina. Su madre fue Juana Auad Barciona. Entre sus mayores y más conocidos éxitos se encuentra el poema Los cuadernos de la tierra y la novela Entre Marx y una mujer desnuda, publicada en 1976. Dicha novela fue llevada al cine en 1996 por el realizador ecuatoriano Camilo Luzuriaga. Su obra siempre ha tratado temas sociales y por ella fue nominado al Premio Cervantes.

## Biografía

### Origen y primeros años
Su padre Jorge Elías Adoum migró a Ecuador desde Líbano, después de las guerras mundiales y se terminó asentando en la ciudad de Ambato. Se casaría con Juana Auad Barciona y juntos tendrían a Jorge y sus hermanos. Su padre se dedicaría a estudiar temas esotéricos, sería un masón iniciado y rosacruz. Escribiría varios libros sobre esoterismo y técnicas esotéricas de curación. De él heredaría Jorge Enrique su amor por los libros, aunque dedicaría su vida a temas más bien literarios, políticos y lingüísticos. Sus estudios secundarios los realizó en el Instituto Nacional Mejia de la ciudad de Quito.  
Ahí conocería al escritor Humberto Salvador, quien sería una de las personas que introdujo el psicoanálisis a Ecuador, así como un escritor muy influenciado por el marxismo. Salvador le ofrecería libros y ayudaría en la formación de Adoum. Además le animó a presentar conferencias en el Teatro Sucre de Quito sobre Stefan Zweig y Dostoievski. A través de esto empezaría su amor por la literatura que continuaría a lo largo de su vida. Posteriormente, hizo sus estudios de Derecho y Filosofía en la Universidad Central del Ecuador, y los terminó sus terminó en la Universidad de Santiago, Chile. 

### Primeras publicaciones
En esa ciudad fue, durante cerca de dos años, secretario privado de Pablo Neruda, quien aseguró alguna vez que Ecuador tenía al mejor poeta de América Latina, refiriéndose a Adoum, que entonces tenía apenas 26 años. A su regreso a Ecuador en 1948, ocupó cargos diversos en la Casa de la Cultura Ecuatoriana. En 1949 publicó su primer libro Ecuador amargo, que fue comentado por Neruda y Carlos Drummond de Andrade. Además, a juicio del crítico literario Hernán Rodríguez Castelo, este libro "rompió el verso, radicalizó la metáfora y acercó la palabra poética a la voz del habitante de la tierra. Su poemario es un canto inicial a la Patria, y desgarrada y honda confesión personal. Visión poética de una realidad hecha de sombras y de gritos, de aconteceres grises, quedando solamente la protesta como vehículo de redención". A lo largo de la obra de Adoum, la influencia de Neruda se puede ver especialmente en este libro, sin embargo, Adoum buscaría desarrollar su propio estilo que lo desarrollaría poco a poco dentro del resto de su carrera, siguiendo el mismo consejo que le daría Neruda "Tienes que librarte de un nerudismo que no te hace falta".

### Los cuadernos de la tierra
En 1952, con los dos primeros volúmenes de Los cuadernos de la tierra obtuvo el Premio Nacional de Poesía de Ecuador. Este libro es uno de los intentos más importantes por dar cuenta, poéticamente, de la heredad histórica que define una identidad comunitaria. Fue redactor cultural del Diario del Ecuador, de Quito, colaborador de numerosas revistas latinoamericanas de cultura y profesor de literatura en diversas instituciones. Publicó otros libros de poesía, entre ellos Notas del hijo pródigo (1953) y Relato del extranjero (1955), y uno de ensayos críticos Poesía del siglo XX, que abarca estudios sobre Paul Valéry, Rainer María Rilke y César Vallejo, entre otros. En 1960 obtuvo con su Dios trajo la sombra, tercer volumen de los cuadernos de la tierra, el premio de poesía en el primer Concurso de la Casa de las Américas de La Habana. Este representó la posibilidad de librar a la poesía de la elegancia verbal de la poesía de estirpe nerudiana, ya que en la obra de Adoum, la escritura es memoria y, por tanto, registro de conservación.
Luego publicó el cuarto volumen, El dorado y las ocupaciones nocturnas. Originalmente había planeado publicar ocho volúmenes pero terminó escribiendo cuatro de ellos. Las razones que dio fueron porque "no se puede planificar la poesía".

### Organismos internacionales y mayo del 68
En noviembre de 1961 fue nombrado Director Nacional de Cultura, cargo que ocupó hasta 1963, en el marco del Programa Principal de la Unesco para el conocimiento de los valores culturales de Oriente y Occidente. Viajó a Egipto, India, Japón e Israel. De 1964 a 1966 vivió en Beijing y trabajó en la agencia de noticias Nueva China.
Mientras estaba en Francia, vivió el mayo de 1968 como testigo y participante. Narró este hecho en un "informe personal" y publicaría un libro titulado Mayo de 1968 (¿siglo XXI?). Sus versos sobre el mayo francés son una forma de apostar por lo soñado y forman parte importante de su obra como un escritor comprometido con la izquierda. Escribe Adoum: “Huelga general, descontento en el paraíso, semanas como un domingo de siete días”; “es proletario quien ningún poder tiene sobre el empleo de su vida”; “La muerte es necesariamente una contrarrevolución”.
Luego de un golpe militar en Ecuador se instaló en París, donde fue, sucesivamente, lector de literatura en español, portugués y catalán para las ediciones Gallimard, periodista de la Radio y Televisión de Francia y traductor de la ONU y la OIT en Ginebra –donde en 1969 estrenó en francés, su obra de teatro El sol bajo las patas de los caballos, traducida a seis lenguas y representada en numerosos países de Europa y América. Volvió a París como miembro del comité de redacción del Correo de la Unesco hasta junio de 1987.
Durante esta etapa especialmente se dedicó a la traducción, por lo que llevó al español la poesía de T.S. Elliot, Langston Hughes, Jacques Prévert, Yannis Ritsos, Vinícius de Moraes, Nazım Hikmet, Fernando Pessoa, Joseph Brodsky y Seamus Heaney.

### Regreso al Ecuador: novelas, poesías y ensayos

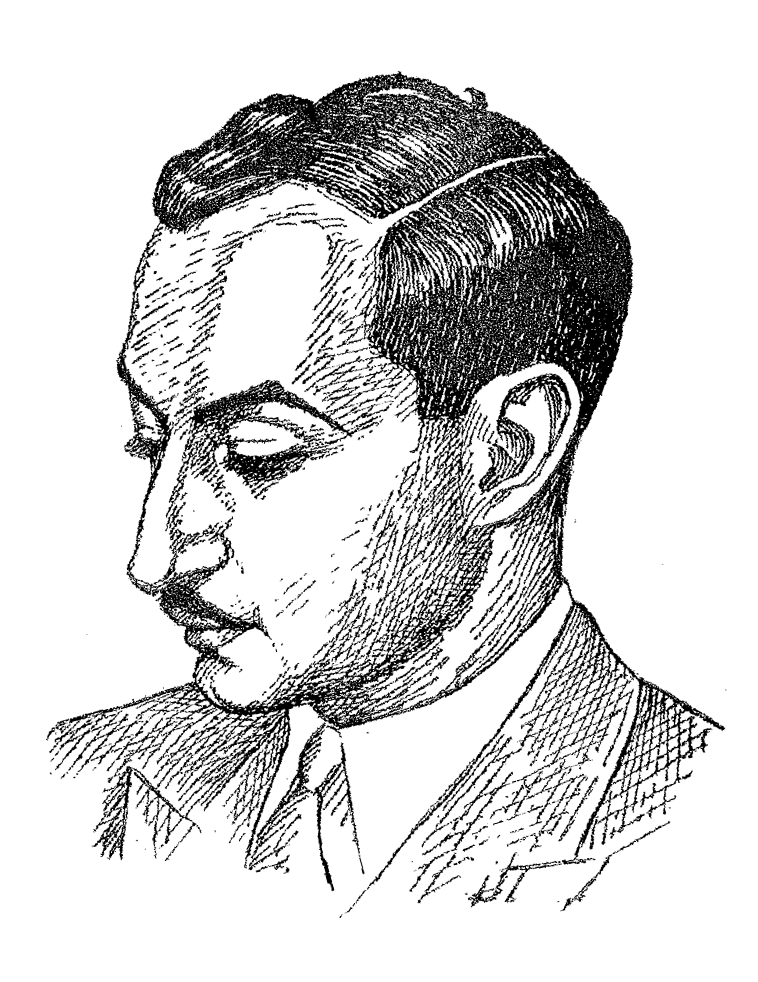
Retrato de Adoum

En 1973 publicó en Madrid, Informe personal sobre la situación, en México, en 1976 la novela Entre Marx y una mujer desnuda –que ese año obtuvo el Premio Xavier Villaurrutia, otorgado por primera vez a un escritor extranjero no residente en ese país. En 1979 publica en Barcelona su libro de poesía No son todos los que están. Ese mismo año apareció una nueva obra de teatro La subida a los infiernos, publicada en alemán antes que en español.
Regresó a su país en 1987. Dos años después se le concedió el Premio Nacional de Cultura Eugenio Espejo, la más alta recompensa cultural del gobierno ecuatoriano, por el conjunto de su obra. Otras publicaciones suyas son: Sin ambages –textos y contextos (Ensayo, 1989), El tiempo y las palabras (1992), El amor desenterrado y otros poemas (1993), una nueva novela Ciudad sin ángel (México, 1995) —que ese año fue finalista del Premio Rómulo Gallegos de Venezuela—, Los amores fugaces (Memorias imaginarias) (Quito 1998); Ecuador: Señas particulares (Quito 1998); un monumental estudio Guayasamín, el hombre, la obra, la crítica, publicado en Núremberg en 1998 y una antología de su obra poética ...ni están todos los que son (Quito 1999).
En una entrevista que le harían para la revista Hispamérica en 1998 describiría su obra narrativa de la siguiente manera:

Entre Marx es para el lector común mucho más difícil que Ciudad sin ángel. Yo me propuse en Entre Marx una reproducción de la realidad del conocimiento en el sentido de que no siempre obedece el orden cronológico como en las novelas del siglo diecinueve. Nuestro conocimiento de otra persona no comienza forzosamente por el nacimiento. Eso es lo que yo pretendi reproducir en Entre Marx, en esa reflexión sobre la novela que es en el fondo todo el libro. Esa concepción del conocimiento me condujo a una ténica de escritura en la cual cada día comenzaba a escribir otra cosa, otro capítulo. No estaba obligado a seguir el capítulo anterior. Por eso algunos comparaban leer Entre Marx con volver a pegar los pedazos de un objeto roto. En cambio, en Ciudad sin ángel hay una estructura distinta. Yo he tenido conversaciones con muchos grupos de lectores sobre Ciudad sin ángel y creo que la dificultad que encuentran está en que no hay continuidad temporal.
Entrevista de Jean O'Bryan-Knight a Jorge Enrique Adoum

Su obra "Ecuador: Señas particulares" mereció la respuesta de Miguel Donoso Pareja quien publicó su libro Ecuador: identidad o esquizofrenia donde criticaba el regionalismo de Adoum al describir principalmente a los Andes, dejando de lado a la región costa. En 1996 se estrenó con éxito en Ecuador la película Entre Marx y una mujer desnuda, basada en su novela homónima.

### Últimos libros y últimos años

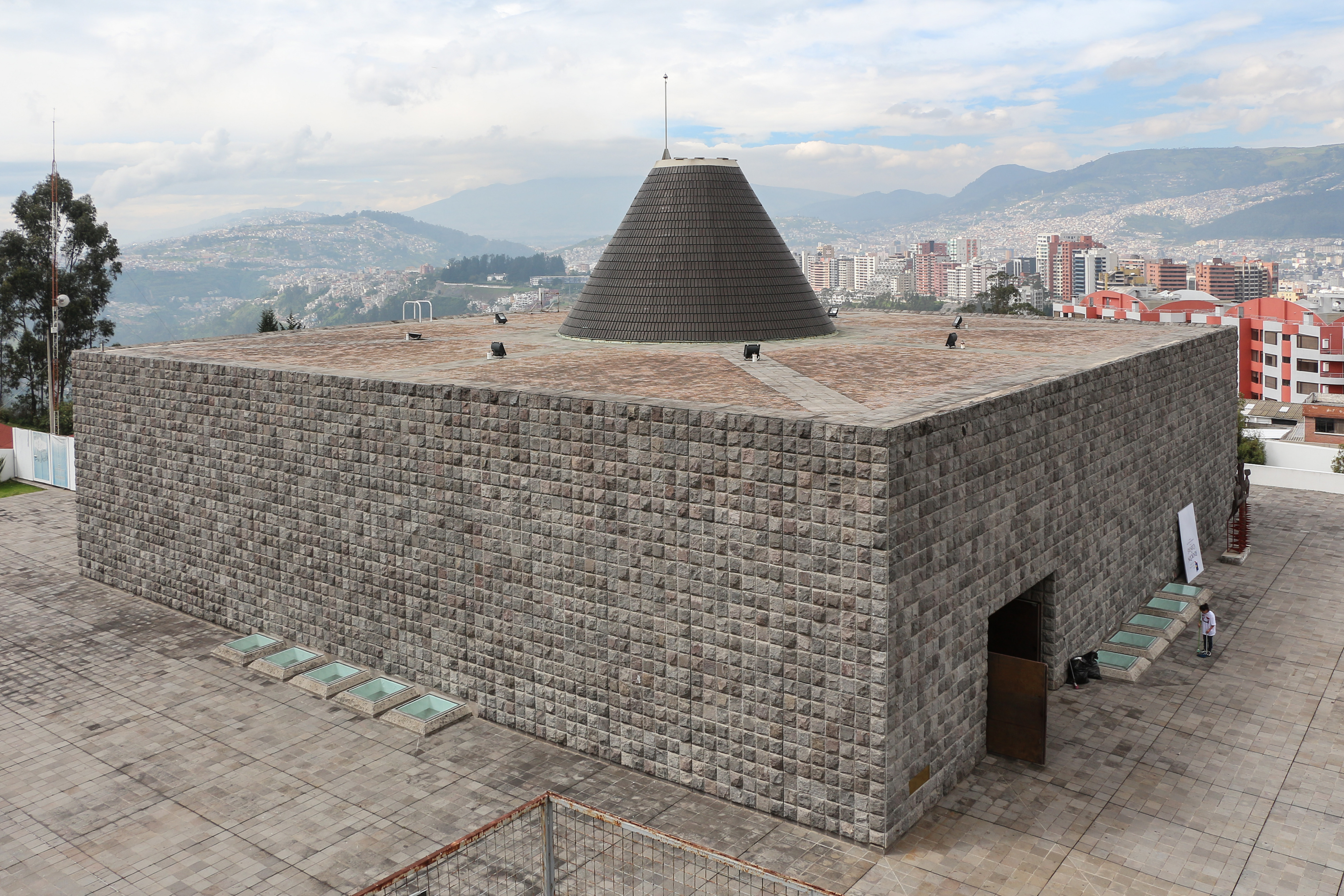
La Capilla del Hombre, donde está enterrado junto a su amigo, Guayasamín.

En 1994 fue nombrado Profesor Honorario de la Universidad Autónoma de Santo Domingo (República Dominicana). Posteriormente publicó De cerca y de memoria, recuerdos de lecturas, autores y lugares, recogiendo anécdotas sobre diversos escritores, pintores, políticos y otras figuras de la cultura latinoamericana. En julio del 2005 fue jurado del Premio Internacional de Novela Rómulo Gallegos en Venezuela. También, en el 2005 fue postulado al premio Cervantes, considerado como el galardón más importante para un escritor de habla hispana.
El viernes 3 de julio de 2009 falleció a la edad de 83 años por un paro cardiorrespiratorio. Anteriormente su salud se había deteriorado y había sufrido varios paros cardiacos que los había logrado superar con éxito. Sus restos fueron enterrados junto a la tumba del artista plástico ecuatoriano Oswaldo Guayasamín, en el Árbol de la Vida ubicado en la capilla del Hombre, en Quito.

## Legado
Jorge Enrique Adoum fue junto a Miguel Donoso Pareja uno de los escritores más destacados de Ecuador en la segunda mitad del siglo XX. Fue además el poeta más importante de su generación y ayudó a internacionalizar la cultura de Ecuador a través de su carrera. Estuvo vinculado a la Casa de la Cultura Ecuatoriana a lo largo de toda su carrera y se consideró un heredero del legado cultural de Benjamín Carrión. Su trabajo en la novela experimental renovó este género que se había caracterizado por limitarse al realismo social de los años treinta. Su obra poética continuó el legado que había comenzado con Carrera Andrade a inicios de siglo y con Dávila Andrade a mediados de dicho siglo y la renovó a través de su amor por la poesía en inglés (hasta entonces el francés había sido una de las principales influencias en los poetas de dicho país). Siempre mantuvo una posición a favor de los temas sociales y la izquierda política, por influencia de sus primeros años con Pablo Neruda. Su trabajo como lingüista y traductor se refleja a lo largo de todas sus obras y caracteriza su estilo repleto de juegos semánticos, el uso intensivo de prefijos y sufijos, anglicismos, y su característico hipérbaton. Además su trabajo se centró en el lenguaje popular y participó en la creación de canciones que son populares para Ecuador como el tema titulado "Vasija de barro".

## Obras
Poesía
- Ecuador amargo, 1949
- Carta para Alejandra, 1952

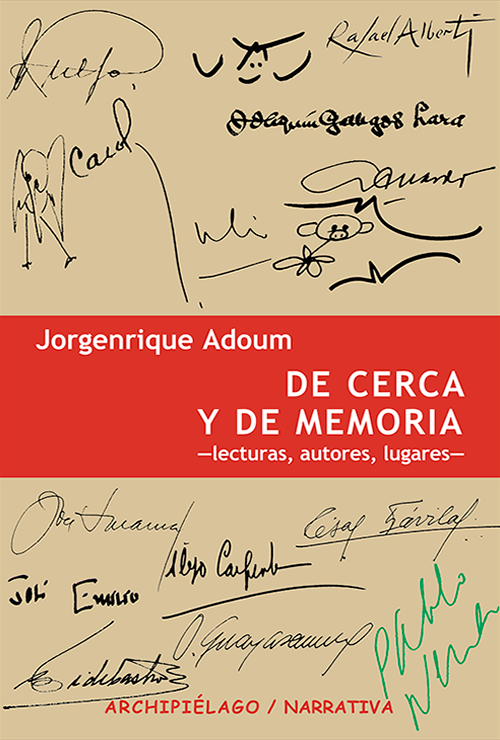
Memorias publicadas en 2002

- Los cuadernos de la tierra: I. Los Orígenes, II. El Enemigo y la Mañana, 1952
- Notas del hijo pródigo, 1953
- Relato del extranjero, 1955
- Los cuadernos de la tierra: III. Dios trajo la sombra, 1959
- Los cuadernos de la tierra: IV. El Dorado y las ocupaciones nocturnas, 1961
- Informe personal sobre la situación, 1973, incluye el poema Prohibido fijar carteles[24]
- El amor desenterrado y otros poemas, 1993
- Claudicación intermitente: (poemas recientes), 2004
- Mayo de 1968 (¿siglo XXI?) seguido de: Agosto es el mes más cruel, 2008
- Ecuador amargo toda la vida

Teatro
- El sol bajo las patas de los caballos, 1970
- La subida a los infiernos, 1976

Novelas
- Entre Marx y una mujer desnuda, 1976
- Ciudad sin ángel, 1995

Cuento
- Los amores fugaces: memorias imaginarias, 1997

Ensayo, periodismo, no ficción
- La gran literatura ecuatoriana del 30, 1984
- Sin ambages: textos y contextos, 1989
- Guayasamín: el hombre, la obra, la crítica, 1998
- Mirando a todas partes, 1999
- Ecuador: señas particulares, 2000
- De cerca y de memoria: lecturas, autores y lugares, 2002
- Aproximación a la paraliteratura, 2006

Selecciones, recopilaciones, antologías
- Los cuadernos de la tierra: I-IV, 1963, 
  - Contenido: "Los orígenes"; "El enemigo y la mañana"; "Dios trajo la sombra"; "El Dorado y las ocupaciones nocturnas")
- No son todos los que están (1949-1979), 1979
- El tiempo y las palabras, 1992
- Antología poética: (1949-1998), 1998
- ...ni están todos los que son: 45 años de poesía, 1999
- Obras (in)completas 1:  poesía, 2005
- Obras (in)completas 2: ensayo, 2003, 
  - Contenido: "La gran literatura ecuatoriana del 30"; "Ecuador: señas particulares"; "Ecuador: imágenes de un pretérito presente"
- Obras (in)completas 3: periodismo y teatro, 2005
  - Contenido: "Mirando a todas partes"; "El sol bajo las patas de los caballos"; "La subida a los infiernos"
- Obras (in)completas 4: testimonio, 2005
- Obras (in)completas 5: narrativa, 2005
  - Contenido: "Entre Marx y una mujer desnuda"
- Obras (in)completas 6: narrativa, 2005
  - Contenido:  "Ciudad sin ángel" y "Los amores fugaces"
- Claudicación intermitente, 2009

Otros
- Vasija de barro, 1950
- Ecuador imágenes de un pretérito presente, 1981
- Cronología del siglo XX: cultura y política en Ecuador y el mundo, 2001

## Premios y reconocimientos
- Primer premio en el Concurso Nacional de Poesía "Medardo Ángel Silva", convocado por el Núcleo del Guayas de la C.C.E. (noviembre de 1951)
- Premio Casa de las Américas, 1960, poesía, Dios trajo la sombra
- Premio Xavier Villaurrutia, 1976, Entre Marx y una mujer desnuda
- Premio Eugenio Espejo, 1989, en el área de literaria